# 藤田一途
藤田 一途（ふじた いっと、1999年6月30日 - ）は神奈川県出身のサッカー選手。ポジションはMF。J3リーグ・ガイナーレ鳥取所属。

## 略歴
中学・高校時代は横浜F・マリノスのアカデミーに在籍していた。しかしトップチームには昇格できず、高校卒業後は仙台大学に進学。同大サッカー部では後にプロ入りする武部洸佑、伊従啓太郎らとプレーした。2021年9月、2022年シーズンからのロアッソ熊本加入内定、並びに特別指定選手承認が発表された。
2022年2月20日、J2リーグ第1節のレノファ山口FC戦でプロデビューを飾った。2024年3月13日のYBCルヴァンカップ1回戦でプロ初ゴールを決めた。2024年11月12日、契約満了が発表された。
2025年、ガイナーレ鳥取へ移籍。

## 所属クラブ
- あざみ野FC
- 横浜F・マリノスジュニアユース
- 横浜F・マリノスユース
- 仙台大学
  - 2021年9月 - 同年12月  ロアッソ熊本（特別指定選手）
- 2022年 - 2024年  ロアッソ熊本
- 2025年 -  ガイナーレ鳥取

## 個人成績
| 国内大会個人成績 | 国内大会個人成績 | 国内大会個人成績 | 国内大会個人成績 | 国内大会個人成績 | 国内大会個人成績 | 国内大会個人成績 | 国内大会個人成績 | 国内大会個人成績 | 国内大会個人成績 | 国内大会個人成績 | 国内大会個人成績 |
| 年度             | クラブ           | 背番号           | リーグ           | リーグ戦         | リーグ戦         | リーグ杯         | リーグ杯         | オープン杯       | オープン杯       | 期間通算         | 期間通算         |
| 年度             | クラブ           | 背番号           | リーグ           | 出場             | 得点             | 出場             | 得点             | 出場             | 得点             | 出場             | 得点             |
| 日本             | 日本             | 日本             | 日本             | リーグ戦         | リーグ戦         | リーグ杯         | リーグ杯         | 天皇杯           | 天皇杯           | 期間通算         | 期間通算         |
| ---------------- | ---------------- | ---------------- | ---------------- | ---------------- | ---------------- | ---------------- | ---------------- | ---------------- | ---------------- | ---------------- | ---------------- |
| 2021             | 熊本             | 44               | J3               | 0                | 0                | -                | -                | 0                | 0                | 0                | 0                |
| 2022             | 熊本             | 32               | J2               | 28               | 0                | -                | -                | 1                | 0                | 29               | 0                |
| 2023             | 熊本             | 4                | J2               | 22               | 0                | -                | -                | 4                | 0                | 26               | 0                |
| 2024             | 熊本             | 4                | J2               | 4                | 0                | 1                | 1                | 0                | 0                | 5                | 1                |
| 2025             | 鳥取             | 2                | J3               |                  |                  |                  |                  |                  |                  |                  |                  |
| 通算             | 日本             | 日本             | J2               | 54               | 0                | 1                | 1                | 5                | 0                | 60               | 1                |
| 通算             | 日本             | 日本             | J3               | 0                | 0                | 0                | 0                | 0                | 0                | 0                | 0                |
| 総通算           | 総通算           | 総通算           | 総通算           | 54               | 0                | 1                | 1                | 5                | 0                | 60               | 1                |

その他の公式戦
- Jリーグ初出場 - 2022年2月20日 J2第1節 レノファ山口戦 (維新みらいふスタジアム)
- 2022年 
  - J1参入プレーオフ 2試合0得点

- 2021年 特別指定選手としての公式戦出場無し

## 代表・選抜歴
- 2020年 北海道・東北選抜[5]
- 2021年 北海道・東北選抜[6]